# Amazonis
Das Amazonis-Gradfeld gehört zu den 30 Gradfeldern des Mars. Sie wurden durch die United States Geological Survey (USGS) festgelegt. Die Nummer ist MC-8, das Gradfeld umfasst das Gebiet von 135° bis 180° westlicher Länge und von 0° bis 30° südlicher Breite. 
In dem  Gradfeld liegt die Region Amazonis Planitia, bei der vermutet wird, dass sie die geologisch jüngste Region auf dem Mars ist.